# Marijuana

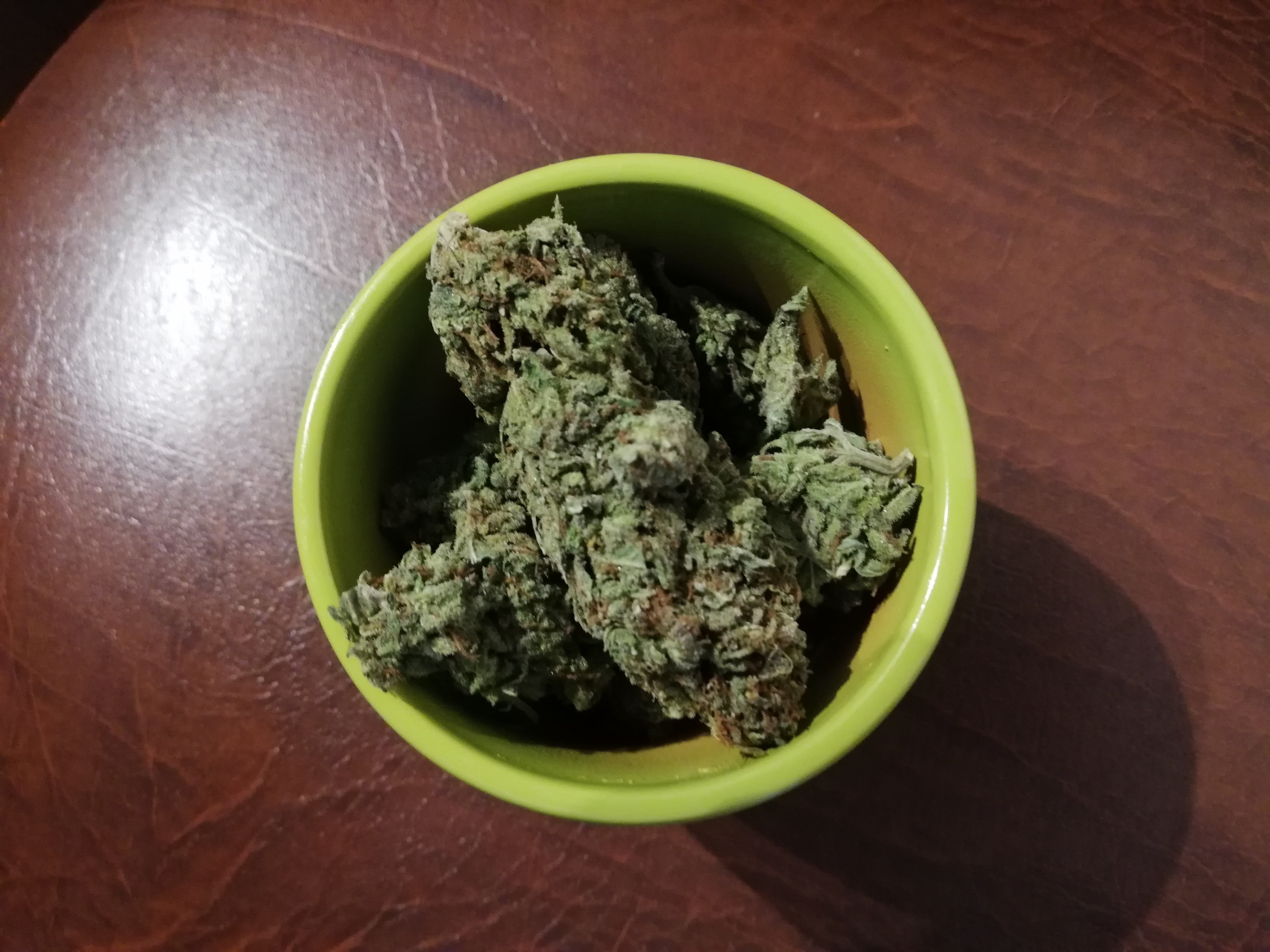
Marijuana

Marijuana este un amestec verde, maro sau gri din frunzele, tulpinile, semințele și florile uscate ale cânepei indiene (Cannabis sativa indica) și are aspect de tutun verzui tăiat foarte fin. Fiecare tip de marijuana conține THC (tetrahidrocanabinol), principala substanță psihoactivă a acestor produse vegetale.cu cât valoarea THC-ului este mai mare, cu atât mai puternice sunt efectele acestui ușor drog.
Substanțele active din cannabis au o istorie îndelungată și plină de tradiție, ca medicamente. În țările Orientului și Americii latine, aceste substanțe sunt puternic răspândite și au indicații de consum medicale și mai ales sociale. Din aceași plantă provine și hașișul (engl. "pot", "shit"), care este rășina secretată de glandele situate la nivelul frunzelor de cânepă (Cannabis).

## Forme de comercializare
Materialul vegetal se comercializează sub diverse forme:
- Marijuana legată în jurul unor bețe de bambus este cunoscută sub numele Buddha Sticks sau Thai Sticks (bețisoare Thai).
- Sinsemilla, reprezintă vârfuri florale nefertilizate recoltate de pe exemplarele femele. Datorită concentrației mari de THC și aspectului său, sinsemilla este considerată o delicatesă și este una dintre cele mai scumpe forme de marijuana.
- Skunk, reprezintă sinsemilla obținută din varietăți afgane de cannabis, cu concentrații foarte mari de THC.
- Bhang, este o marijuana de calitate inferioară obținută din frunze tinere uscate și care se consumă de obicei în amestec cu opiu și specii toxice de ciumăfaie (astfel de amestecuri se numesc poust, lutki sau mudra).
- Ganja, reprezintă vârfuri florale fertilizate comercializate sub formă de mănunchiuri sau rulouri și are un miros fetid caracteristic. Vârfurile florale uscate mărunțite la gradul de pulbere grosieră sunt cunoscute sub numele de takrouri, kabak, djamba sau dagga.
- Rezina, colectată de pe suprafața plantei se comercializează uscată și presată în blocuri sau modelată în diverse forme (charas).[2]

Hașișul se comercializează în "bulgări" solizi sau plăci presate și se prezintă - în funcție de țara de origine - în nuanțe de culoare rosie, maro, verde sau negru. Hașișul și uleiul de hașiș sunt forme mai puternice de marijuana.

## Efecte și stările psihice la om

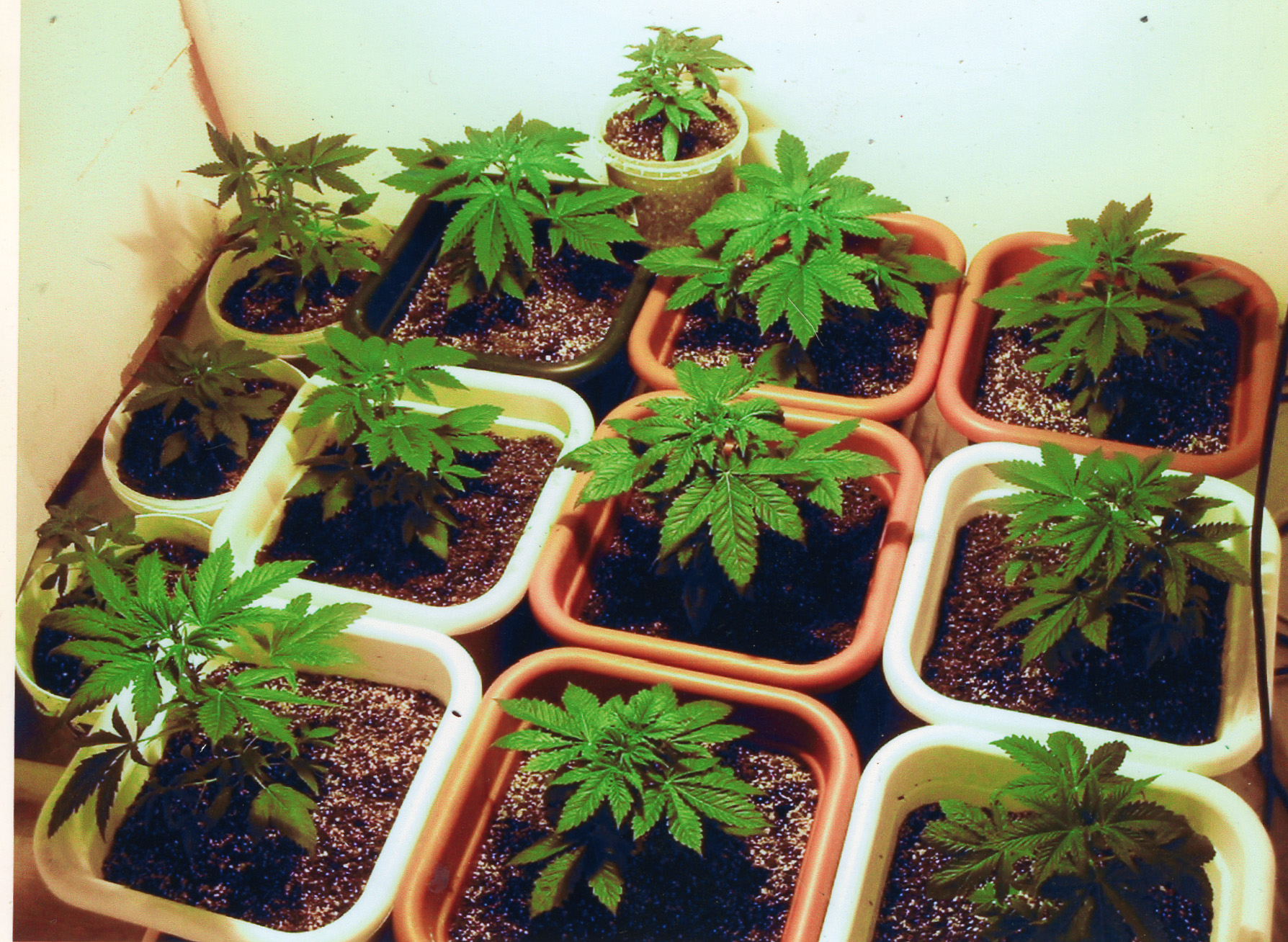
Planta de marijuana

Efectele substanțelor active din cannabis depind în mod decisiv de personalitatea și mediul social al consumatorului. Unii oameni nu simt nimic dacă fumează marijuana, iar alții se pot relaxa și pot avea un sentiment înălțător.
Se descriu diferite faze ale stării tipice de euforie (engl. "cannabis high", "social high"). Printre efectele inițiale se numără adesea o stare de agitație, însoțită ocazional de stare de tensiune și anxietate, stări ce vor fi urmate în curând de o senzație plăcută de siguranță și ocrotire. Urmează stări introspective și echilibrate, de un calm deosebit. Alteori pot apărea oscilații ale stării de spirit, râsul nemotivat alternând cu tăcerea contemplativă. Este caracteristică intensificarea percepției mediului extern și intern. În cazul consumului în grup, aceste modificări pot determina o trăire mai intensă a relațiilor de grup.
Pierderea aptitudinilor critice pe durata stării de stupoare poate duce la perceperea defectuoasă a realității obiective (efectul halucinogen). Consumatorul nu face față întotdeauna intensității trăirilor noi, ceea ce poate avea ca și consecință apariția unor stări de anxietate severă. Amețeala după cannabis nu are aceeași evoluție în toate cazurile, existând și stări euforice atipice. Uneori, consumul de cannabis poate simula, agrava sau declanșa psihoze schizofreniforme. 
Marijuana nu provoacă dependență fizică. Dependența psihică de substanțele active din cannabis poate apărea în urma consumului îndelungat și depinde de doza utilizată, de regularitatea consumului, de organismul consumatorului etc. Aparent, nu există simptome de sevraj fizic pur după oprirea consumului. Există riscul de a dobândi dependență psihică în timp și prin consum regulat.
Majoritatea consumatorilor iau hașiș sau marijuana aproximativ o dată sau de două ori pe săptămână, de regulă într-un "peisaj social" în care, în trecut, ar fi fost obișnuit consumul de alcool. De obicei, această categorie de consumatori poate abandona consumul de cannabis fără a suferi de simptome de sevraj psihic.
Crește însă numărul consumatorilor care fumează zilnic și a căror ritm de viață, sentiment de siguranță și stare generală este sensibil tulburată fără droguri. La astfel de consumatori, renunțarea după o lungă perioadă de abuz poate duce la neliniște, alterarea stării psihice și  tulburări de somn.
Boli la care ajută marijuana: scleroza multiplă, MRSA, hipertensiunea arterială, incontinență urinară, tulburările gastro-intestinale, cancerul, durerea cronică, boala alzheimer, apneea de somn și multe altele. printe altele și stări de vomă și insomnie.